# クラトゥムベーン郡
座標: 北緯13度39分24秒 東経100度16分6秒 / 北緯13.65667度 東経100.26833度
クラトゥムベーン郡（クラトゥムベーンぐん）はタイ中部・サムットサーコーン県の郡（アムプー）の一つ。

## 名前
クラトゥムベーンとは「平たいクビナガタマバナノキ (Neolamarckia cadamba)」のという意味である。

## 歴史
クラトゥムベーンの地域はサムットサーコーンの一部であったが、1900年サムットサーコーンから独立。1926年、政府はサームプラーン郡（ナコーンパトム県）から、タムボン・ターマーイ、タムボン・バーンヤーン、タムボン・ノーンノックカイ、タムボン・オームノーイを分離させクラトゥムベーン郡に編入した。

## 地理
郡内の重要な水源はターチーン川、パーシーチャルーン運河である。郡は、ターチーン川の形成した平地に位置する。

## 経済
郡内の44%が農業で生計を立てている。主な農産物はバナナやフトモモなどの果物であり、工業では家内制工業が多数を占めている。

## 行政区分
郡は10のタムボンに分かれ、さらにその下位に76の村（ムーバーン）がある。郡内には2つ自治体（テーサバーン）があり以下のようになっている。
- テーサバーンムアン（ムアン自治体）・クラトゥムベーン・・・タムボン・タラートクラトゥムベーン全体
- テーサバーンムアン・オームノーイ・・・タムボン・オームノーイの全体

また、郡内には8つのタムボン行政体（オンカーンボーリハーンスワンタムボン）がある。
| 1. タムボン・タラートクラトゥムベーン・・・ตำบลตลาดกระทุ่มแบน 2. タムボン・オームノーイ・・・ตำบลอ้อมน้อย 3. タムボン・ターマーイ・・・ตำบลท่าไม้ 4. タムボン・スワンルワン・・・ตำบลสวนหลวง 5. タムボン・バーンヤーン・・・ตำบลบางยาง 6. タムボン・クローンマドゥア・・・ตำบลคลองมะเดื่อ 7. タムボン・ノーンノックカイ・・・ตำบลหนองนกไข่ 8. タムボン・ドークカイディー・・・ตำบลดอนไก่ดี 9. タムボン・ケーラーイ・・・ตำบลแคราย 10. タムボン・ターサオ・・・ตำบลท่าเสา | Map of Tambon |